# رابرت بورک
رابرت بورک (انگلیسی: Robert Bork؛ ۱ مارس ۱۹۲۷ – ۱۹ دسامبر ۲۰۱۲) یک سیاست‌مدار اهل ایالات متحده آمریکا بود.
بورک در سال ۱۹۸۷ توسط رونالد ریگان نامزد قضاوت در دیوان عالی آمریکا شد. اما تبلیغات وسیعی که علیه او در رسانه‌ها به خاطر اشتهار به عدم موافقت تام و تمام با لایحه حقوق مدنی ۱۹۶۴ و نیز موضع‌گیری‌هایش در قبال کشتار شنبه شب به راه افتاد، موجب ناکامی او در کسب این سمت با مخالفت ۵۸ سناتور از میان ۱۰۰ سناتور شد.
بعداً فعل «بورک» (bork) در زبان انگلیسی باب شد. واژه‌نامهٔ آکسفورد در سال ۲۰۰۲ این واژه را پذیرفت و آن را چنین معنی کرد: «بدنام کردن یا رسوا ساختن یک شخص به صورت سازمان‌یافته به‌ویژه ازطریق رسانه‌های جمعی، مخصوصاً با هدف جلوگیری از دستیابی او به یک سمت دولتی».